# British Independent Film Awards 1998
La cerimonia di premiazione della 1ª edizione dei British Independent Film Awards si è svolta il 29 ottobre 1998 al Café Royal di Londra ed è stata presentata da Keith Allen.

## Vincitori e candidati
I vincitori sono indicati in grassetto.

### Miglior film indipendente britannico
- My Name Is Joe, regia di Ken Loach
- Lock & Stock - Pazzi scatenati (Lock, Stock and Two Smoking Barrels), regia di Guy Ritchie
- Niente per bocca (Nil by Mouth), regia di Gary Oldman
- Ventiquattrosette (24 7: Twentyfourseven), regia di Shane Meadows

### Film che ha tratto le maggiori risorse da un budget limitato
- Lock & Stock - Pazzi scatenati (Lock, Stock and Two Smoking Barrels), regia di Guy Ritchie
- Razor Blade Smile, regia di Jake West
- Regeneration, regia di Gillies MacKinnon (1997)
- Strong Language, regia di Simon Rumley
- Urban Ghost Story, regia di Geneviève Jolliffe

### Miglior regista
- Ken Loach - My Name Is Joe
- Carine Adler - Under the Skin - A fior di pelle (Under the Skin)
- Gillies MacKinnon - Regeneration
- Gary Oldman - Niente per bocca (Nil by Mouth)
- Guy Ritchie - Lock & Stock - Pazzi scatenati (Lock, Stock and Two Smoking Barrels)

### Premio Douglas Hickox al miglior regista esordiente
- Shane Meadows - Ventiquattrosette (24 7: Twentyfourseven)
- Geneviève Jolliffe - Urban Ghost Story
- Peter Mullan - Orphans
- Andrew Piddington - The Fall

### Miglior sceneggiatura
- Paul Laverty - My Name Is Joe
- Hanif Kureishi - Mio figlio il fanatico (My Son the Fanatic)
- Peter Mullan - Orphans
- Gary Oldman - Niente per bocca (Nil by Mouth)
- Guy Ritchie - Lock & Stock - Pazzi scatenati (Lock, Stock and Two Smoking Barrels)

### Miglior attrice
- Kathy Burke - Niente per bocca (Nil by Mouth)
- Louise Goodall - My Name Is Joe
- Rachel Griffiths - Mio figlio il fanatico (My Son the Fanatic)
- Samantha Morton - Under the Skin - A fior di pelle (Under the Skin)
- Emma Thompson - L'ospite d'inverno (The Winter Guest)

### Miglior attore
- Ray Winstone - Niente per bocca (Nil by Mouth)
- John Hurt - Amore e morte a Long Island (Love and Death on Long Island)
- Peter Mullan - My Name Is Joe
- Jonathan Pryce - Regeneration
- David Thewlis - Divorcing Jack

### Miglior esordiente
- Laila Morse - Niente per bocca (Nil by Mouth)
- Jamie Breese - My Funny Valentine
- Enda Hughes - The Eliminator
- James Pilkington - Pocket
- Simon Rumley - Strong Language

### Miglior film indipendente straniero in lingua inglese
- Boogie Nights - L'altra Hollywood (Boogie Nights), regia di Paul Thomas Anderson • USA
- Broken Vessels, regia di Scott Ziehl • USA
- Casa dolce casa (The Castle), regia di Rob Sitch • Australia
- In cerca di Amy (Chasing Amy), regia di Kevin Smith • USA
- Left Luggage, regia di Jeroen Krabbé • Paesi Bassi

### Miglior film indipendente straniero in lingua straniera
- L'appartamento (L'appartement), regia di Gilles Mimouni • Francia/Italia/Spagna
- Airbag, regia di Juanma Bajo Ulloa • Spagna/Portogallo/Germania
- Angeli armati (Men with Guns), regia di John Sayles • USA
- Carne trémula, regia di Pedro Almodóvar • Spagna/Francia
- Marquise, regia di Véra Belmont • Francia

### Produttore dell'anno
- Philippa Braithwaite

### Premio speciale della giuria
- Nik Powell

### Premio alla carriera
- Ken Loach